# Тюдор (Момбаса)
Тюдор — район Момбасы, Кения.

## География
Район расположен к северу от острова Момбаса, граничит с авеню Джомо Кеньятта на юго-западе и Тюдор-Крик на северо-востоке.

### Технический университет Момбасы
В Тюдоре находится Технический университет Момбасы, высшее учебное заведение, предлагающий обучение в области инженерии, бизнеса и естественных наук. Учреждение предлагает уровни сертификатов, дипломов, степеней и докторов наук.